# Улаклы Чишма
 Улаклы Чишма  — деревня в Альметьевском районе Татарстана. Входит в состав Васильевского сельского поселения.

## География
Находится в юго-восточной части Татарстана на расстоянии приблизительно 15 км на юг от районного центра города Альметьевск.

## История
Основана в 1927 году переселенцами из деревни Абрамовка.

## Население
Постоянных жителей было: в 1938—114, в 1949—140, в 1958—141, в 1970—132, в 1979 — 85, в 1989 — 34, в 2002 −5 4 (татары 93 %), 60 в 2010.